# Catedral de San Ambrosio (Des Moines)
La catedral de San Ambrosio (en inglés: St. Ambrose Cathedral) es una iglesia histórica situada en el centro de Des Moines, Iowa, Estados Unidos. Sirve como una iglesia parroquial y como sede de la diócesis de Des Moines en la Iglesia católica. La catedral, junto con la casa parroquial, está incluida en el Registro Nacional de Lugares Históricos.
La primera misa en lo que se convertiría en la ciudad de Des Moines se celebró en una cabaña de troncos en 1851 en Fort Des Moines por el padre Alexander Hattenberger, un sacerdote de Ottumwa, Iowa. En ese momento, Des Moines era parte de la Diócesis de Dubuque, que abarca todo el estado de Iowa. Otros sacerdotes visitaron el área de Des Moines de vez en cuando, incluyendo: los Revs. Timoteo Mullen, John Kreckel y Louis De Cailly.  En 1856, un año después de la Legislatura de Iowa votó para mover la capital de Iowa City a su actual ubicación en Des Moines, la primera Iglesia San Ambrosio fue construida en terrenos adquiridos por Padre De Cailly. La iglesia fue construida por el reverendo George Plathe, quien fue el primer sacerdote residente en Des Moines. Mide 40 pies (12 m) por 24 pies (7 m). El reverendo John F. Brasil se convirtió en pastor en 1861, y construyó una escuela en 1863.